# Pekka Tiilikainen
Pekka Tiilikainen, född den 29 juni 1911 i Kouvola, död den 12 september 1976 i Helsingfors, var en finländsk radioreporter, författare och simmare.
Tiilikainen var anställd vid det statliga alkoholmonopolet innan han 1935 började som frilans vid Rundradion. Med tanke på de olympiska spelen vintern och sommaren 1940 anställdes han 1939 som ordinarie reporter och andre man efter legendariske Martti Jukola. Tiilikainen fortsatte vid radion tills han sjukpensionerades före uppnådda 60 år. Han svarade främst för idrottsreportage med simning, skidsport och friidrott. Hans reportage från tolv olympiska spel, otaliga VM och EM och landskamper gjorde honom rikskänd. Under andra världskriget var Tiilikainen frontreporter och chef för Aunus radio 1941–1944. I slutet av 1944 blev han svårt sårad med invaliditet som följd.
Tiilikainen var en framstående simmare och vann 22 FM-guld 1929–1939, individuellt i frisim 400 meter 1929–1931 och 1933, 500 meter 1929, 1 000 meter 1929–1930 och 1 500 meter 1931, stafett i Helsingin Uimarits lag 1929, 1932, 1934 och 1935, FM i vattenpolo i HU:s lag 1930–1939. Han blev 1931 dubbel nordisk mästare, på 400 och 1 500 meter, och detta år 6:e på 1 500 vid EM i Paris. Tiilikainen var 1929–1939 16 gånger landslagsman i simning och vattenpolo och förbättrade de nationella frisimsrekorden på distanserna 200–1 500 meter 13 gånger.
Tiilikainen medarbetade från och med 1929 i många tidningar och tidskrifter som redaktör och kolumnist under signaturerna ”Saukko”, ”Kisa-Kalle” och Nautilus.